# Sus (Pyrénées-Atlantiques)
Sus település Franciaországban, Pyrénées-Atlantiques megyében. Lakosainak száma 383 fő (2022. január 1.). Sus Angous, Gurs, Jasses, Moncayolle-Larrory-Mendibieu, Navarrenx és Susmiou községekkel határos.

## Népesség
A település népessége az elmúlt években az alábbi módon változott:
| Lakosok száma | 386  | 377  | 384  | 375  | 376  | 377  | 375  | 379  | 383  |
|               | 2013 | 2015 | 2016 | 2017 | 2018 | 2019 | 2020 | 2021 | 2022 |